# Directiva 51 (roman)
Directiva 51 (Directive 51) este un roman științifico-fantastic scris de John Barnes. A apărut prima dată în 2010 la Ace Books. Este prima dintre cele trei cărți intitulate colectiv seria Daybreak. Titlul este o referire la Directiva 51, directiva prezidențială care stabilește procedurile guvernamentale în cazul unei „urgențe catastrofale”.

## Rezumat
În viitorul apropiat, Heather O'Grainn este un lucrător în Biroul de Evaluare a Amenințărilor Viitoare din statul Washington. O varietate de grupuri cu scopuri diverse, dar unite de dorința de a pune capăt societății tehnologice moderne (pe care ei o numesc Marele Sistem), creează o ciumă nanotehnologică ("Daybreak") care distruge combustibilii pe bază de petrol, cauciucul și materialele plastice și mănâncă toate conductoare metalice care transportă electricitate. O întrebare din carte rămasă fără răspuns  este dacă aceste grupuri și motivațiile lor comune sunt coordonate de un actor conștient sau dacă sunt o proprietate emergentă / o mema care a atins o masă critică.
Ciuma Daybreak lovește, iar guvernele lumii sunt neputincioase în a-i face față. Civilizația industrială se prăbușește rapid și zeci de milioane mor doar în SUA (numărul de decese la nivel mondial se măsoară în miliarde). Există o criză de succesiune prezidențială. La fel cum societatea din SUA pare să înceapă să se stabilizeze, armele cu fuziune pură detonează, distrugând Washington, DC și Chicago. Aceasta este urmată de detonări suplimentare ale unor astfel arme, care sunt create pe Lună de replicatori ai nanotehnologiei. Un grup secret neo-feudalist  („Mișcarea Castelului”) condus de un miliardar reacționar poate fi salvatorul involuntar al societății... sau poate avea o implicare mai profundă în tot ceea ce se întâmplă.